# Five Nations Golf Club

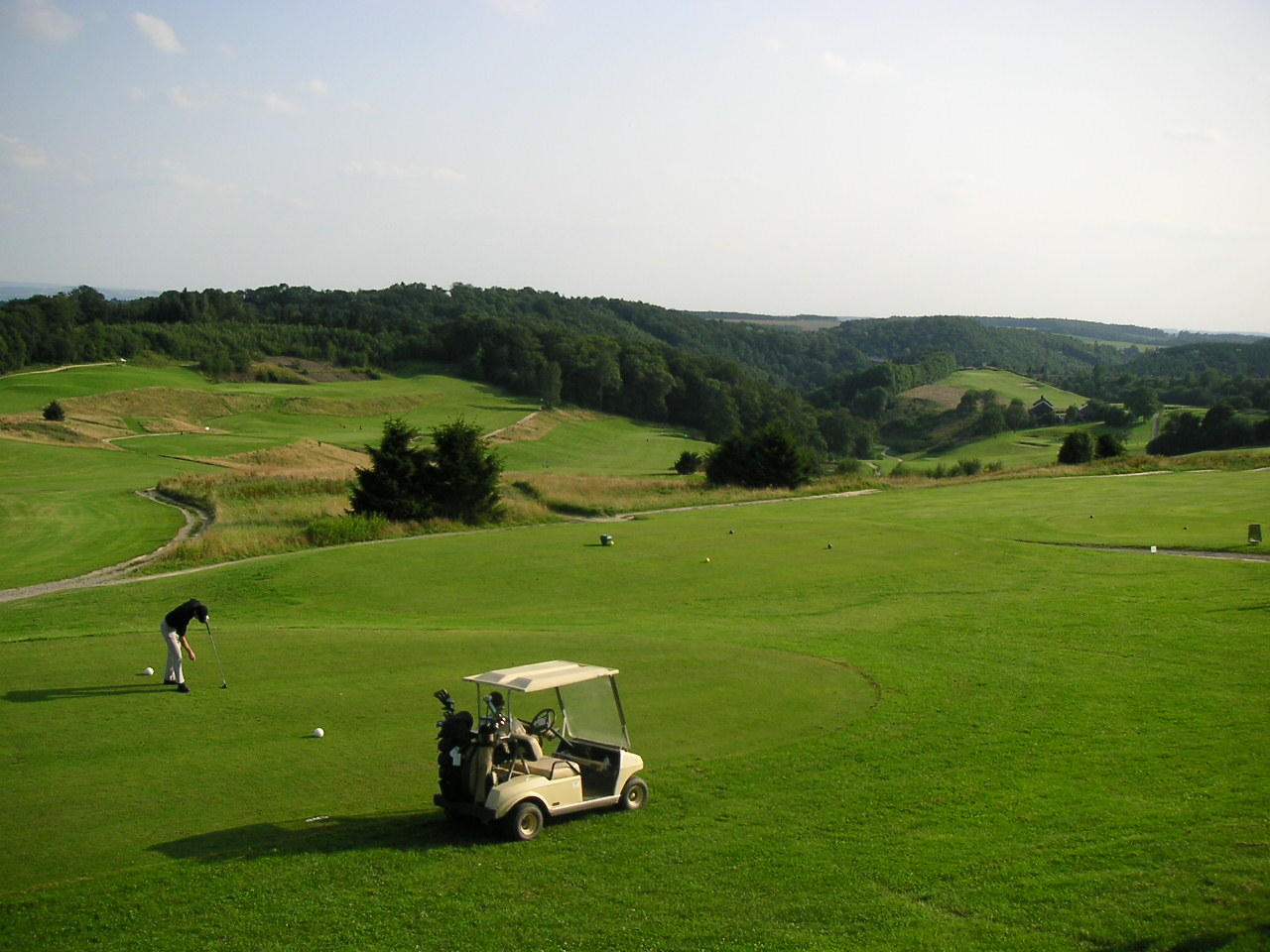
Hole 10

Five Nations Golf Club is een Belgische golfclub in Méan in de provincie Namen.
De baan ligt aan de voet van de Ardennen. Het is een glooiend landschap maar sommige holes hebben veel hoogteverschil, op hole 2 is dat zelfs 46 meter. De 13de hole is een par-3, waarbij de green 28 meter lager ligt dan de afslagplaats. Het clubhuis in een oude kasteelhoeve, de 'Ferme du Grand Scley'.

## Oprichting
De Zuid-Afrikaanse speler Gary Player heeft in 1990 de aanleg van de baan begeleid. De naam 'Five Nations' komt van het feit dat vijf verschillende naties binnen een straal van 75 km rond de club liggen : België, Nederland, Duitsland, Luxemburg en Frankrijk.